# Kandace Krueger
Kandace Krueger (née le 27 mai 1976 à Austin, Texas, aux États-Unis) est une animatrice de télévision et journaliste américaine, élue Miss USA 2001. Elle est la fille de Larry et Barbara Johnson Krueger. Elle a une sœur nommée Katrina.

## Concours

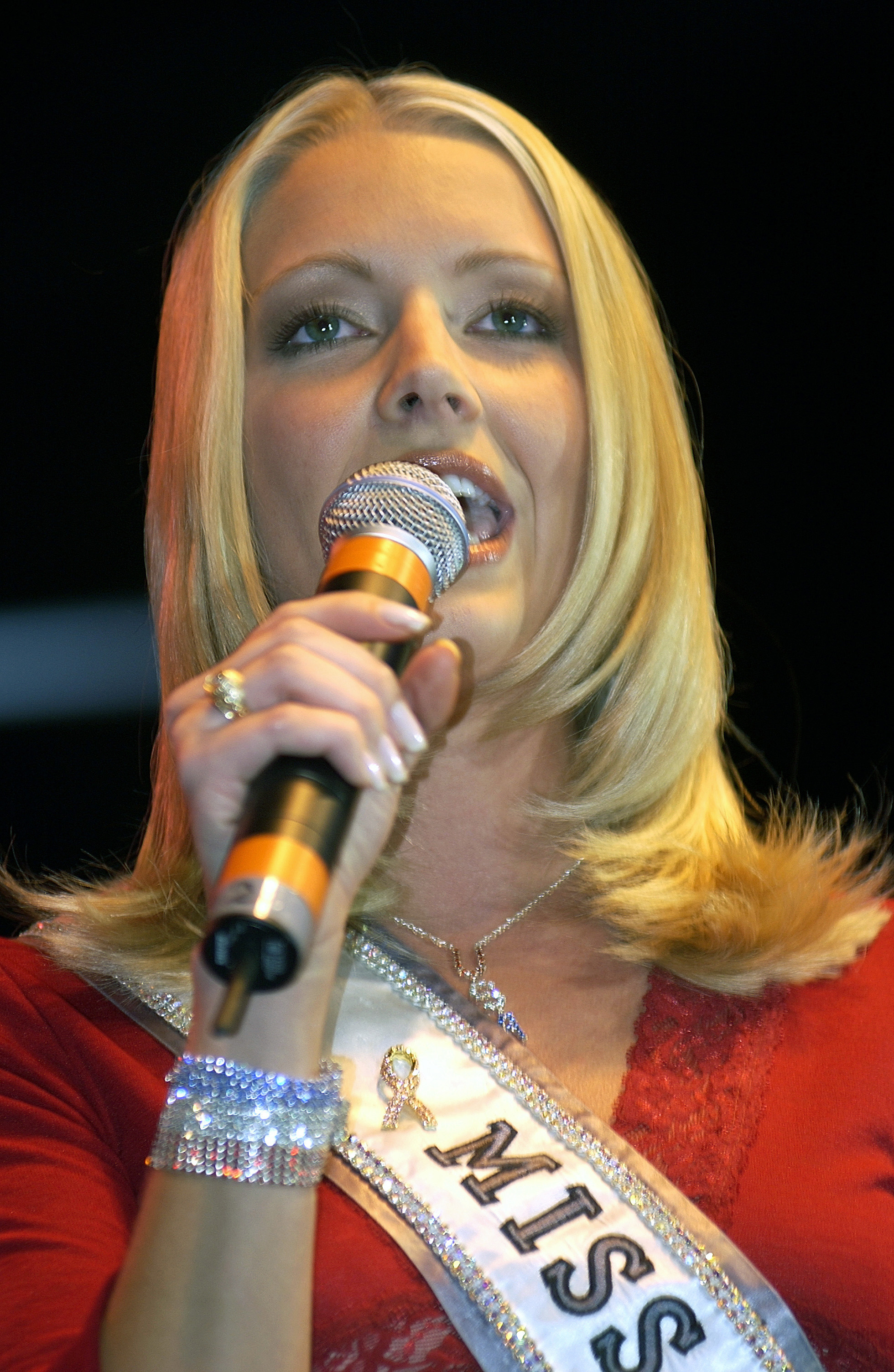
Kandace Krueger lors d'un concours de Miss.

### Miss Texas USA
Krueger débute dans la compétition aux concours locaux de Miss Texas USA lorsqu'elle est âgée de 18 ans, et se classe cinquième sans avoir remporté de titre. Elle remporte son premier titre local au comté de Williamson USA, en 1999 et son second titre, Miss Austin USA, en 2000. Krueger concourt de nombreuses fois à Miss Texas USA dans les années 1990 sans remporter de prix particulier. En 2000, en tant que demi-finaiste, Krueger remporte le titre de Miss Texas USA en 2001.

### Miss USA
Krueger représente le Texas au concours de Miss USA 2001 retransmis en direct de Gary (Indiana) en mars 2001. Elle devient la première texane demi-finaliste du top dix durant deux ans, classée à la seconde place du concours en maillot de bain (9.38), notamment. Pendant son règne de miss, elle soutient les recherches dans la lutte contre le cancer du sein. De retour au Texas, les clés de la ville d'Austin lui sont confiées, présentées par le sénat, et fait la rencontre du gouverneur Rick Perry.

### Miss Univers
En tant que Miss USA, Krueger obtient le droit de représenter les États-Unis au concours de Miss Universe 2001 à Bayamón (Porto-Rico), dans lequel elle se place seconde dauphine, derrière les finalistes Denise Quiñones de Porto Rico et Evelina Papantoniou de Grèce.